# 政党名簿比例代表

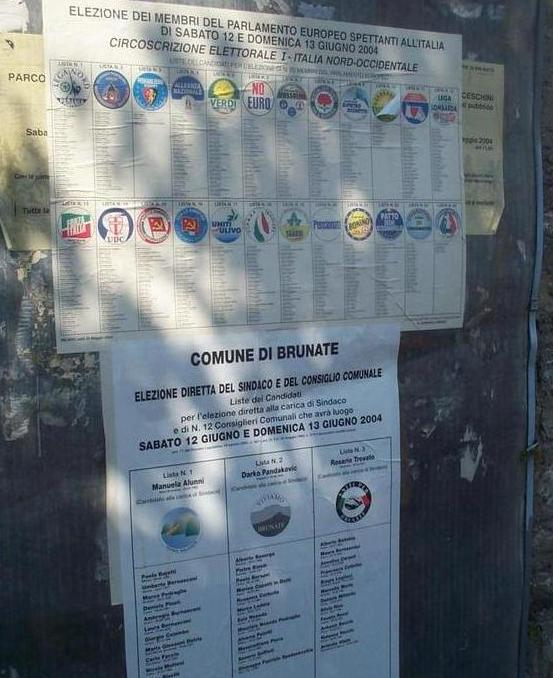
イタリアで行われた2004年欧州議会選挙のポスター。政党名簿を掲示している。

政党名簿比例代表制度（せいとうめいぼひれいだいひょうせいど）は、複数勝者選挙（例えば議会の選挙）で使われる選挙方法の一種で、比例代表 (英: proportional representation (PR)) を強調したものである。これらは混合型である小選挙区比例代表連用制の一部としても用いられる。

## 概説
これらの制度では、政党は選ばれる候補者の名簿を作成し、議席は党の得た票数に比例して各党に配分される。イスラエルなどでは、有権者は政党に直接投票する。そしてトルコやフィンランドなどでは、有権者は候補者に投票し、その票が党に貯まる。
政党名簿制には2つの主要かつ重要なバリエーションがあり、ふつう、拘束名簿と非拘束名簿選挙として定義される。すなわち、その政党名簿の候補者が選ばれる順番が、党内であらかじめ決定されるか（拘束名簿式）、有権者が自由に決定するかである（非拘束名簿式）。
政党名簿比例代表制の議席配分には多くの変化形がある（詳細は政党名簿式比例代表制の各党議席数の決定方法参照）。最も一般的なものは、以下の3つである。
- ドント方式（もしくはジェファソン方式、ハーゲンバハ＝ビショフ方式）。 スペイン、ポルトガル、イスラエル、オーストリア、フィンランド、ポーランド、日本などで使われる。
- サン＝ラグ方式（もしくはウェブスター方式）。ドイツ、スカンディナヴィア諸国、ニュージーランド、ドイツの連邦州であるブレーメン州で用いられる。
- 最大剰余方式 (Largest remainder methods, or LR)（ハミルトン方式を含む）。イタリアなどで使用される。

名簿比例代表はまた、様々なハイブリッド（例えば小選挙区比例代表並立制など）に組み込まれる。
非修正サン＝ラグ方式と最大剰余ヘア方式が、最も比例的であり、以下、最大剰余ドループ、修正サン＝ラグ、ドント、最大剰余インペリアルと続く。配分式が重要であるのと同時に、区域の規模（比例区の議席数）と立候補政党数が同じくらい重要である。区域の規模が大きいほど、また、立候補政党数が少ないほど、選挙制度が比例してくる。

## 性質
名簿式比例代表制の原理は、配分される議席に対して、獲得した票の比率をできるだけ近く保つことによって、名簿が獲得した議席数に比例して議席を配分することである。これは比較的少ない得票の政党が選出されることを可能にする。
比例代表名簿式の重要な結果は、1人の人気のある候補者が、個人票が少なくあまり知られていない多くの党の同僚を"引き寄せる"ということである。また、その党の同僚が、支持が少ないために阻止条項に打ち勝つことができなかった場合、当選した候補者は落選した候補者の代表も務める。例えば、候補者Bが、犬税を廃止すると公約したが当選できなかったとする。そのとき、Bによって得られた票が党の同僚Aを助けたとする。そして、もともとはBの公約であったが、Aは犬税の廃止を提案する。

## 阻止条項
名簿式比例代表制を採用する多くの国では阻止条項 (threshold or barrage) が設けられ、阻止条項がなければ議席を獲得できる得票数を得たとしても、その「閾」を通過することができない比例名簿には議席が配分されない。阻止条項を設けている国の例を挙げると、ブラジル（1ヘア基数）、スペイン（3%）、イタリア（4%）、ドイツ（5%）、ロシア（7%）などがある。
これらの方式は隠れた阻止条項をもたらすことがある。ここでは日本の例を挙げる。日本の国政選挙では、公式の阻止条項はないが、効力のある阻止条項によって一議席がもたらされている。日本の比例区は異なる人数の代表区に分かれているので、'隠れ阻止条項'があり、それぞれの区によって選出される比例代表の人数が異なる。もっとも大きな区は参議院全国ブロックの48名で、隠れ阻止条項はおよそ2%である。一方最も小さな区は衆議院四国ブロックの6名で、隠れ阻止条項はおよそ14%である。規模の小さい比例区では大政党が有利である。
いくつかの制度では阻止条項を突破するために、複数の政党が1つの'カルテル'に名簿を統一させることを許可している。と同時に、カルテルのための別の阻止条項を設けているところもある。小政党は選挙阻止条項を確実に突破するために、しばしば選挙前に政党連合を組む。

## 比例名簿方式を使用している国の一覧
このリストは、小選挙区比例代表併用制、小選挙区比例代表並立制を採用している国を含まない。
| 国                       | 国会                   | 方式                                         | ブロックの定員              | 議員定数                                                                          | 足切り条項                              |
| アジア                   | アジア                 | アジア                                       | アジア                      | アジア                                                                            | アジア                                  |
| ------------------------ | ---------------------- | -------------------------------------------- | --------------------------- | --------------------------------------------------------------------------------- | --------------------------------------- |
| イスラエル               | クネセト               | ドント方式（厳正拘束名簿式）                 | 120                         | 120                                                                               | 2%                                      |
| イラク                   | 代表評議会             | 非拘束名簿式                                 | 7-68                        | 325                                                                               |                                         |
| インドネシア             | 国民代表院             | 最大剰余ヘア方式（非拘束名簿式）             | 2-12                        | 550                                                                               |                                         |
| カザフスタン             | マジリス               | 非拘束名簿式                                 |                             | 98                                                                                | 7%                                      |
| カンボジア               | 国民議会               | ドント方式（厳正拘束名簿式）                 |                             | 123                                                                               |                                         |
| キルギス                 | 議会                   |                                              |                             | 90                                                                                | 全国で5%、7州とビシュケクとオシで各0.5% |
| スリランカ               | 議会                   | 最大剰余ヘア方式（非拘束名簿式）             | 4-20                        | 225                                                                               |                                         |
| トルコ                   | 大国民議会             | ドント方式                                   | 2-25                        | 550                                                                               | 10%                                     |
| 東ティモール             | 国民議会               | ドント方式                                   | 65                          | 65                                                                                | 3%                                      |
| アフリカ                 |                        |                                              |                             |                                                                                   |                                         |
| アルジェリア             | 下院                   |                                              |                             | 380                                                                               | 5%                                      |
| アンゴラ                 | 人民議会               | ドント方式（厳正拘束名簿式）                 | 州ごとに5、全国ブロック130  | 233（うち国外から3代表）                                                          |                                         |
| カーボベルデ             | 国民議会               | ドント方式                                   | 2-15                        | 72                                                                                |                                         |
| ギニアビサウ             | 国民議会               |                                              |                             | 100                                                                               |                                         |
| コンゴ民主共和国         | 国民議会               | 最大剰余方式                                 | 1-17                        | 500                                                                               |                                         |
| サントメ・プリンシペ     | 国民議会               |                                              |                             | 55                                                                                |                                         |
| シエラレオネ             | 議会                   | 最大剰余方式                                 | 112                         | 112 + 12名の最高首長                                                              | 12.5%                                   |
| 赤道ギニア               | 人民代表院             |                                              |                             | 100                                                                               |                                         |
| ナミビア                 | 国民議会               | 最大剰余ヘア方式                             |                             | 78（うち6名は任命による）                                                         |                                         |
| ベナン                   | 国民議会               | 最大剰余方式                                 |                             | 83                                                                                |                                         |
| ブルキナファソ           | 国民議会               | 最大剰余ヘアー方式                           |                             | 111                                                                               |                                         |
| ブルンジ                 | 国民議会               | ドント方式                                   |                             | 100                                                                               | 2%                                      |
| 南アフリカ共和国         | 国民議会               | 最大剰余ドループ方式（厳正拘束名簿式）       | 200（全国区）、5-47（各州） | 400                                                                               |                                         |
| モザンビーク             | 議会                   | ドント方式                                   | 250                         | 250                                                                               | 5%                                      |
| ルワンダ                 | 下院                   | 最大剰余方式                                 |                             | 53 + 24名が州議会で選ばれ + 3名が任命される                                       | 5%                                      |
| 中南米                   |                        |                                              |                             |                                                                                   |                                         |
| アルゼンチン             | 下院                   | ドント方式（厳正拘束名簿）                   |                             | 257                                                                               |                                         |
| ウルグアイ               | 下院                   | ドント方式                                   | 2-42                        | 99                                                                                |                                         |
| ウルグアイ               | 上院                   | ドント方式                                   | 30                          | 30 + 副大統領                                                                     |                                         |
| エクアドル               | 国民会議               | ドント方式                                   | 2-18                        | 100                                                                               |                                         |
| エルサルバドル           | 立法議会               | ドント方式                                   | 3-20                        | 84                                                                                |                                         |
| ガイアナ                 | 国民議会               | 最大剰余ヘア方式                             |                             | 53（+12名が地方議会によって任命される）                                           |                                         |
| コロンビア               | 下院                   | ドント方式                                   | 2-18                        | 162                                                                               |                                         |
| コロンビア               | 上院                   | ドント方式                                   | 100                         | 102（先住民の2議席）                                                              |                                         |
| コスタリカ               | 立法議会               | ドント方式                                   |                             | 57                                                                                |                                         |
| スリナム                 | 議会                   |                                              |                             | 51                                                                                |                                         |
| チリ                     | 下院                   | ドント方式（非拘束名簿式）                   | 2                           | 120                                                                               |                                         |
| チリ                     | 上院                   | ドント方式（非拘束名簿式）                   | 2                           | 38                                                                                |                                         |
| ドミニカ共和国           | 下院                   | ドント方式                                   | 2-36                        | 150                                                                               |                                         |
| ニカラグア               | 議会                   | ドント方式                                   |                             | 92                                                                                |                                         |
| パラグアイ               | 代議院                 | ドント方式                                   |                             | 80                                                                                |                                         |
| パラグアイ               | 上院                   | ドント方式                                   |                             | 45                                                                                |                                         |
| ブラジル                 | 下院                   | ドント方式（非拘束名簿式）                   | 8-70                        | 513                                                                               | 1ヘア基数                               |
| ペルー                   | 議会                   | 最大剰余方式                                 |                             | 120                                                                               |                                         |
| ホンジュラス             | 国民会議               | 最大剰余ヘア方式                             |                             |                                                                                   |                                         |
| ヨーロッパ               |                        |                                              |                             |                                                                                   |                                         |
| アイスランド             | アルシング             | ドント方式（単純拘束名簿式）                 | 9                           | 63                                                                                | 5%                                      |
| イタリア                 | 代議院                 | 最大剰余方式                                 | 1-44                        | 617+12（国外在住者）                                                              | 4%（政党）10%（政党連合）               |
| ウクライナ               | ヴェルホーヴナ・ラーダ | 最大剰余ヘア方式                             | 450                         | 450                                                                               | 3%                                      |
| エストニア               | リーギコグ             |                                              |                             | 101                                                                               | 5%                                      |
| オーストリア             | 国民議会               | ハーゲンバハ＝ビショフ方式                   |                             | 183                                                                               | 4%                                      |
| オランダ                 | 議会                   | ドント方式                                   | 150                         | 150                                                                               | (0.67%)                                 |
| キプロス                 | 議会                   | 最大剰余ヘア方式（非拘束名簿式）             | 3-21                        | 80（ギリシャ系56、トルコ系24（現在欠員））+ 宗教的マイノリティーから3オブザーバー |                                         |
| ギリシャ                 | 議会                   |                                              |                             | 300（うち40は第1党に優先配分）                                                    | 3%                                      |
| クロアチア               | 議会                   | ドント方式                                   | 12                          | 152-160（数議席が少数民族と国外に住むクロアチア人のために確保される）             | 5%                                      |
| サンマリノ               | 大評議会               | ドント方式                                   |                             | 60                                                                                |                                         |
| スイス                   | 下院                   | ハーゲンバハ＝ビショフ方式（非拘束名簿式）   | 1-34                        | 200                                                                               |                                         |
| スウェーデン             | リクスダーゲン         | 修正サン＝ラグ方式（自由名簿式）             |                             | 349                                                                               | 4%（またはブロックで12%）               |
| スペイン                 | 下院                   | ドント方式                                   | 1-35                        | 350                                                                               | 3%（選挙区ごと）                        |
| スロバキア               | 議会                   | ハーゲンバハ＝ビショフ方式（単純拘束名簿式） |                             | 150                                                                               | 5%                                      |
| スロベニア               | 国民議会               | ドント方式                                   | 88                          | 90（うち少数民族2議席がボルダ・カウントによる）                                   | 4%                                      |
| セルビア                 | 国民議会               | ドント方式                                   | 250                         | 250                                                                               | 5%（少数民族は0.4%）                    |
| チェコ                   | 下院                   | ドント方式                                   | 5-25                        | 200                                                                               | 5%（政党）、8%（政党連合）              |
| デンマーク               | フォルケティング       | サン＝ラグ方式                               |                             | 179                                                                               | 2%                                      |
| ノルウェー               | ストーティング         | 修正サン＝ラグ方式（自由名簿式）             | 4-17                        | 150 + 19の調整議席                                                                | 4%                                      |
| フィンランド             | エドゥスクンタ         | ドント方式（非拘束名簿式）                   | 6-34                        | 200                                                                               |                                         |
| ブルガリア               | 国民議会               | ドント方式（拘束名簿式）                     | 4-14                        | 240                                                                               | 4%                                      |
| ベルギー                 | 下院                   | ドント方式                                   | 3-22                        | 150                                                                               | 5%                                      |
| ベルギー                 | 上院                   | ドント方式                                   | 15, 25                      | 40 + 21名が地方議会によって選ばれ + 10名が現職によって選ばれる                    |                                         |
| ボスニア・ヘルツェゴビナ | 代議院                 | サン＝ラグ方式                               | 14, 28                      | 42                                                                                |                                         |
| ポーランド               | セイム                 | ドント方式                                   | 7-19                        | 460                                                                               | 5%（政党連合は8%、少数民族は0%）        |
| ポルトガル               | 共和国議会             | ドント方式                                   | 2-48                        | 230                                                                               |                                         |
| 北マケドニア             | 議会                   | ドント方式                                   | 20                          | 120                                                                               |                                         |
| モルドバ                 | 議会                   | ドント方式                                   | 101                         | 101                                                                               | 6%                                      |
| モンテネグロ             | 議会                   | ドント方式（厳正拘束名簿式）                 | 5, 76                       | 81                                                                                | 3%                                      |
| ラトビア                 | サエイマ               | サン＝ラグ方式（自由名簿式）                 | 14-28                       | 100                                                                               | 5%                                      |
| リヒテンシュタイン       | 国会                   | 最大剰余ヘア方式                             | 10, 15                      | 25                                                                                | 8%                                      |
| ルクセンブルク           | 議会                   | ドント方式                                   |                             | 60                                                                                |                                         |
| ルーマニア               | 下院                   | ドント方式                                   |                             | 329                                                                               | 5%（政党）、9%（政党連合）              |
| ルーマニア               | 上院                   | ドント方式                                   |                             | 137                                                                               | 5%（政党）、9%（政党連合）              |
| ロシア                   | 国家院                 | 最大剰余ヘア方式                             |                             | 450                                                                               | 7%                                      |